# Chubut (řeka)
Chubut (španělsky Río Chubut, velšsky Afon Camwy) je řeka v jižní části Argentiny (provincie Río Negro, Chubut). Je 810 km dlouhá. Povodí má rozlohu 138 000 km².

## Průběh toku
Pramení na východních svazích Patagonských And. Protéká polopouštní planinou Patagonie v úzké a hluboké dolině. Ústí do Argentinského moře v Atlantském oceánu nedaleko města Rawson. Hlavním přítokem je Chico zprava.

## Vodní stav
Průměrný průtok činí přibližně 50 m³/s. V řece je vody málo, pouze v zimě hladina mírně stoupá.